# بازدهی تبدیل خوراک
بازدهی تبدیل خوراک (به انگلیسی: Efficiency of food conversion) یا یازدهی تبدیل خوراک مصرف‌شده به واحد ماده بدن (ECI، که «بازده رشد» نیز نامیده می‌شود) یک معیار شاخص برای کارایی سوخت غذا در جانوران است. بازدهی تبدیل خوراک یک مقیاس تقریبی است که نشان می‌دهد چه مقدار از غذای مصرف‌شده به رشد در توده جانور تبدیل می‌شود. می‌توان از آن برای مقایسه بازده رشد که با افزایش وزن جانوران مختلف از مصرف مقدار معینی غذا نسبت به اندازه آن اندازه‌گیری می‌شود، استفاده کرد.